# Gornji Breg, Banatul de Nord
Gornji Breg (maghiară Felsőhegy) este o localitate în Districtul Banatul de Nord, Voivodina, Serbia.